# Per Abraham Printz
Per Abraham Printz, född 20 september 1802 i Huddunge, en småort i Heby kommun i Uppsala län, död 18 november 1878 i Bromma, var kyrkoherde i Bromma församling 1847-1878.
När Bromma församling blev eget pastorat 1847 utsågs Per Abraham Printz till dess förste kyrkoherde. Tidigare hade församlingen tilldelats en kyrkoherde i Stockholm som prebende. Nu var Bromma åter ett eget pastorat. En ny prästgård byggdes vid Bromma kyrka och blev klar 1850.
Den nya byggnaden avsynades och godkändes den 17 september 1850. "Sedan kyrkoherden Printz tillträtt sin nya bostad, disponerades lägenheterna sålunda. I den gamla byggningen hade pastor sitt tjänsterum såsom förut. Salen användes vid konfirmationsundervisningen, vid vigslar och barndop, och där höll han även kyrkoråd, sockenstämma och andra sammanträden, intill dess skolhuset blev färdigt, då kyrkostämmorna gärna höllos därstädes. Rummet till vänster om salen beboddes av dövstumma faster Eleonora och det gamla köket var inrättat till vävkammare. Smårummen på vinden fingo tjäna som gästrum."  Per Abraham Printz' efterträdare, Axel August Lidén (född 1826), som var kyrkoherde 1881-1886, lät 1882 bygga till den nya prästgården åt öster. Därvid erhölls kök och jungfrukammare.
Per Abraham Printz var son till Gabriel Printz (1752-1821) och hans hustru Maria Kristina Ytter. Han var gift med Gustava Adelaide Widegren (född 1810 i Huddunge i Heby kommun, död i Bromma). Han hade två döttrar, Anna Maria, född 1835, och Tekla Olivia Abrahamina, född 1841.

## Fotnot
1. ↑  Om Sockenstugan – ett av Stockholms äldsta trähus, före detta prästgården från 1850.